# Sarcastaball
"Sarcastaball" er det ottende afsnit af 16. sæson af den amerikanske animerede sitcom South Park og det 231. afsnit af serien i alt. Der havde premiere på Comedy Central i USA den 26. september 2012.
I afsnittet er Randy Marsh bekymret over de drastiske ændringer til skole-football. Han opfinder derfor en ny version af spillet, der hurtigt bliver nationens mest populære sport. Sporten producerer også en bestemt talentfuld elev, mens Randy kæmper med sin manglende evne til at snakke uden brug af sarkasme.
Afsnittet refererer problemerne med erstatningsdommerne i kampen den 24. september 2012 mellem Green Bay Packers og Seattle Seahawks i NFL, og indeholder desuden optrædener fra musikeren Cee Lo Green og NFL-spillerne Peyton Manning, LaMarr Woodley, brett Favre, Tim Tebow og Jay Cutler.

## Kritikernes modtagelse
Michael O'Brien fra Screen Invasion roste afsnittets kritik af Erstatningsdommer-kontroversen fra september 2012, og at seriens timing gør det muligt at producere afsnit der er relevante, men var imod den løbende sarkastiske dialog; "det bliver trivielt omkring halvvejs". O'Brien sagde alligevel at han grinede højt af Butters historie i afsnittet.
Lindsey Bahr fra SplitSider spekulerede i at der allerede var en football-afsnit i produktion, da dommerskandalen opstod to dage før afsnittets premiere, og at producerne tilføjede referencer til det efter det skete. Bahr var imponeret over producernes evne til "mesterfuldt at kunne holde igen" ved at holde sig til kun én joke om skandalen, og derefter kører videre med afsnittets andre temaer. Bahr følte at seriens formel med at dele børnene og deres forældre, i stedet for drengene, fungerede godt i dette afsnit, og fastslog at komikken bliver fremhævet, når børnene bliver præsenteret sådan, med videnshuller og at de blindt stoler på de voksnes opførsel.
Max Nicholson fra IGN mente at afsnittets emnefokuseret humor, tvetydighed og barnlige løbende jokes muligvis kan gøre det til et klassisk afsnit, at Randys vej til en fremstående stilling var en af de stærkeste historier i sæsonen, og at nogle "store øjeblikke" blev effektueret af latterliggørelsen af NFL. Selvom Nicholson fandt Butters sidehistorie svagere end Randys, især hans taler og drengenes gameplay, syntes han at sæd-joken var "hysterisk", og kommenterede "Jeg kunne bogstaveligt talt ikke stoppe med at grine, så sjovt synes jeg det var. Jeg kunne næsten ikke trække vejret."
Carter Dotson fra TV Fanatic, fandt afsnittets latterliggørelse af football perfekt, især dets behandling af sportsradioværten Jim Rome og NFL-kommissæren Roger Goodell, og slog fast at seriens evne til at forblive ægte mod sine figurer, mens det laver grin med øjeblikkelige begivenheder, resulterer i de bedste afsnit, selvom han indrømmede at han "var ved at kaste op flere gange" mens han så afsnittet.